# Sphaerozetes globularis
Sphaerozetes globularis är en kvalsterart som beskrevs av Lombardini 1963. Sphaerozetes globularis ingår i släktet Sphaerozetes och familjen Ceratozetidae.

## Underarter
Arten delas in i följande underarter:
- S. g. globularis
- S. g. neonominatus